# Ectot-l'Auber

Ectot-l'Auber este o comună în departamentul Seine-Maritime, Franța. În 1 ianuarie 2022 avea o populație de 706 de locuitori.